# Metalfest Open Air
Metalfest Open Air je mezinárodní metalový festival, pořádaný od roku 2009, v České republice agenturou Pragokoncert od roku 2010 v Plzni, v Lochotínském amfiteátru. Kromě ČR se koná např. i v Německu, Chorvatsku, Švýcarsku, nebo Rakousku. V roce 2012 se konal dokonce v osmi zemích. První tři ročníky v ČR představily špičku světové metalové scény napříč podžánry a přilákaly každý rok několik tisíc návštěvníků. Lochotínský amfiteátr nabízí pro festival ideální zázemí, především pro akustiku, fakt, že z téměř každého místa je vidět na pódium a také pro dostatek laviček i stinných ploch. V roce 2015 dorazilo na festival zhruba 7500 návštěvníků.

## Ročníky
21. – 23. 5. 2010 – HammerFall, Finntroll, Legion of the Damned, Marduk, Nightmare, Sonata Arctica, Deathstars, Eluveitie, Nevermore, Freedom Call, Powerwolf, Amon Amarth, Korpiklaani, Arkona, Citron a další
3. – 5. 6. 2011 – Accept, Sabaton, Cradle of Filth, Saxon, Arch Enemy, Pretty Maids, Epica, Rage, Kataklysm, Misery Index, Suicidal Angels, Primordial, Equilibrium, Vicious Rumors, Bloodbound, Arakain, Dymytry a další
8. – 10. 6. 2012 – Huntress, Grand Magus, Megadeth, Septicflesh, Axxis, Fleshgod Apocalypse, W.A.S.P., Kreator, Blind Guardian, Behemoth, Uriah Heep, In Extremo, Hypocrisy, Soulfly, Death Angel, Legion of the Damned, Alestorm, Powerwolf, Vader, Hate, Arakain, Dymytry a Ensiferum a další
31. 5. – 2. 6. 2013 – King Diamond, Airbourne, Satyricon, Sonata Arctica, U.D.O., Katatonia, Kataklysm, Korpiklaani, Pink Cream 69, Freedom Call, Mercenary, Bloodbound, Crucified Barbara, Ex Deo, Varg, Daniel Krob, Citron, Accuser, Kreyson a další
30. 5. – 1. 6. 2014 – Die Apokalyptischen Reiter, Mayhem, Brainstorm, Alice Cooper, Dymytry, Aborted, Flotsam and Jetsam, Delain, Rage, Sepultura, Powerwolf, Xandria, Kissin’ Dynamite, Tiamat, The 69 Eyes, Doro a další
5. 6. – 7. 6. 2015 – Accept, Arch Enemy, Edguy, Eluveitie, Amaranthe, Moonspell, Overkill, Testament, Refuge, Grave Digger, Insomnium, Heidevolk, Unleashed, Civil War, Tankard, Majesty, Battle Beast,Evil Invaders a další
3. 6. – 5. 6. 2016 – Nightwish, Zakk Wylde, Udo Dirkschneider, Lordi, Epica, Stratovarius, Amorphis, Crematory, Almanac, Delain, Heaven Shall Burn, Arkona, Grand Magus, Bloodbound, Gloryhammer, Mantar, Wisdom, Jared James Nichols a další
2. 6. – 4. 6. 2017 – Tarja + Sharon den Adel, HammerFall, Max & Iggor Cavalera, Airbourne, Korpiklaani, Gotthard, Amaranthe, Citron, Ensiferum, Primal Fear, Exodus, Septicflesh, Firewind, Avatar, Orden Ogan, The Unity, Serious Black, Sirenia, Dr. Living Dead! a další